# ۹۳۴ (قمری)
۹۳۴ (قمری)، نهصد و سی و چهارمین سال در گاهشماری هجری قمری است. اول محرم این سال برابر با هفتم اکتبر سال ۱۵۲۷ میلادی است.